# Mario Galinović
Mario Galinović (Osijek, 15 de novembro de 1976) é um ex-futebolista croata que atuou durante sua carreira como goleiro. Atualmente, é treinador de goleiros do Sparta Praga.

## Carreira
Profissionalizou-se em 1993, no Osijek, onde jogou apenas 39 vezes em 9 anos de clube e foi campeão da Copa da Croácia de 1998–99. Jogou também no Kamen Ingrad entre 2002 e 2004.
Foi na Grécia que Galinović jogou a maior parte de sua carreira, com destaque para sua passagem no Panathinaikos; na equipe de Atenas, o goleiro atuou em 118 jogos e venceu o Campeonato Grego e a Copa da Grécia, ambos em 2009–10. Defendeu também Kavala (por empréstimo) e Kerkyra até 2012, quando se aposentou.
Em maio de 2016, voltou ao Panathinaikos para integrar a comissão técnica, e desde 2017 trabalha no Sparta Praga como treinador de goleiros.

## Seleção Croata
Pela Seleção Croata, Galinović estreou em 1999, num amistoso contra o Egito. Desde então, foi preterido nas convocações, ficando de fora das Copas de 2002 e 2006, além da Eurocopa de 2004.
Voltou a disputar uma partida pela seleção em 2007, e fez parte do elenco que disputou a Eurocopa de 2008, como segundo goleiro, sendo o único jogador croata que não entrou em campo na competição.

## Títulos
Panathinaikos
- Campeonato Grego: 1 (2009–10)
- Copa da Grécia: 1 (2009–10)

Osijek
- Copa da Croácia: 1 (1998–99)